# Buckellachs
Der Buckellachs (Oncorhynchus gorbuscha) ist eine Fischart aus der Gattung Oncorhynchus. Sein Name kommt von seinem extrem hohen Buckel, den die geschlechtsreifen männlichen Fische zur Laichzeit bekommen.

## Merkmale

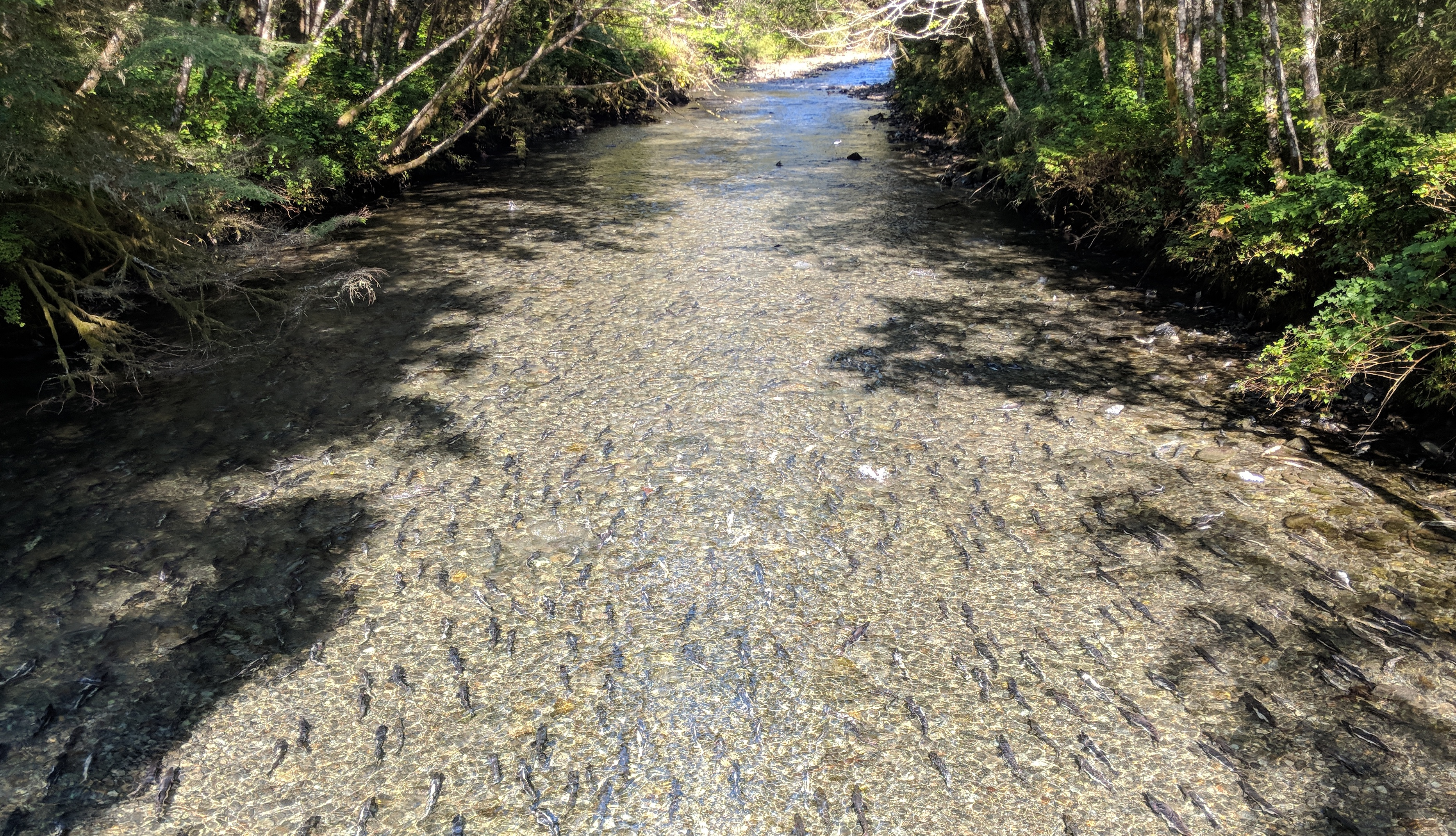
Wanderung von Buckellachsen zur Laichzeit (Indian River, Sitka, Alaska)

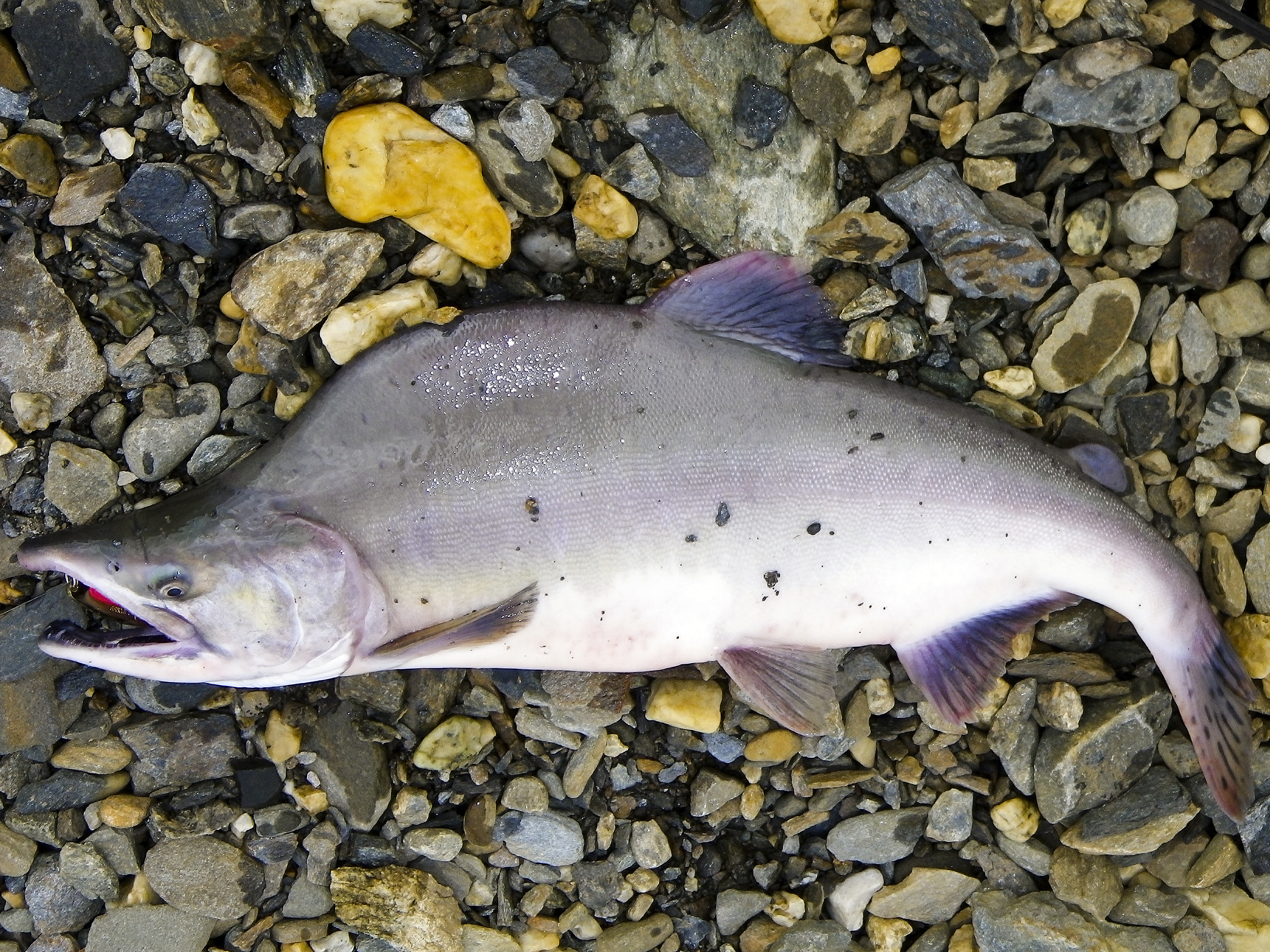
Buckellachs in seiner Süßwasser-Lebensphase

Der Buckellachs erreicht eine durchschnittliche Länge von 40 bis 50 Zentimeter, kann jedoch bis maximal 65 Zentimeter lang werden. Er hat einen gedrungenen und mehr oder weniger hochrückigen Körper.  Gegenüber anderen Lachsartigen zeichnet er sich durch sehr kleine Schuppen aus, wobei entlang der Seitenlinie 143 bis 240 Schuppen verlaufen. Der Kopf ist relativ spitz zulaufend mit einem sehr großen Mundspalt, der bis hinter die Augen reicht. Der Schwanzansatz ist sehr schmal ausgebildet. Die Buckellachse sind silbrigblank mit blauem bis grünlichem Rücken und schwarzen ovalen Punkten am Rücken und an der gesamten Schwanzflosse. Die Flanken besitzen einen mehr oder weniger ausgeprägten roten Schimmer.
Die Bauchflossen sind bauchständig und besitzen 10 bis 11 Flossenstrahlen. Die ungeteilte Rückenflosse besitzt 12 bis 16, die sehr lange Afterflosse 14 bis 20 weiche Flossenstrahlen. An den ersten Kiemenbögen befinden sich meistens 28 Reusendornen.
Namensgebend ist der hohe Buckel, der sich bei den geschlechtsreifen Männchen (Milchner) während der Paarungszeit zwischen dem Kopf und der Rückenflosse bildet. Der Milchner ist zudem während der Paarungszeit kräftig rosa gefärbt und bildet einen deutlichen Laichhaken am Kiefer aus. Die Bildung des Laichhakens erfolgt durch eine Verlängerung und Krümmung des Ober- und Unterkiefers, wobei besonders der Unterkiefer wächst und einen hakenförmigen Fortsatz bildet. Die Zähne werden durch funktionslose neue Zähne ersetzt, gemeinsam mit der Verformung wird eine Nahrungsaufnahme nicht mehr möglich.

## Lebensweise
Die Buckellachse leben im Salzwasser und wechseln nur zur Laichzeit in das Süßwasser. Von Ende Juni bis Mitte Oktober steigen die laichreifen Fische in die Fließgewässer ihrer Heimat auf. Induziert durch das Süßwasser kommt es bei den Männchen bereits nach einer Woche zu den typischen körperlichen Veränderungen (Buckel, Laichhaken, Verfärbung), die auf eine Veränderung des Hormonhaushaltes zurückgehen. Die starken Veränderungen stehen im Zusammenhang mit den an den Laichplätzen stattfindenden Rivalenkämpfen unter den männlichen Fischen. Die Veränderungen sind irreversibel und die Tiere sterben kurz nach der Laichzeit.
Oftmals laichen die Buckellachse bereits im Mündungsbereich oder im Unterlauf ihrer Heimatfließgewässer. Die Brut schlüpft im Winter nach etwa 90 bis 125 Tagen und hält sich danach einige Zeit im Süßwasser auf, bevor sie zum Meer schwimmt. Dort bleiben die jungen Buckellachse zunächst in Küstennähe und ernähren sich von Plankton. Nach einiger Zeit ziehen sie weiter ins Meer hinaus. Nach zwei Jahren sind die Tiere geschlechtsreif und kehren zurück in ihre Heimatgewässer, um dort zu laichen. 
Die Jungfische fressen Insektenlarven und Kleinkrebse, im Meer fressen sie Fische und Krebse. 

## Vorkommen
Das ursprüngliche Verbreitungsgebiet erstreckt sich über die küstennahen Teile des Nordpazifiks und die Fließgewässer von Alaska bis Kalifornien (Mackenzie River bis Sacramento River) sowie in Russland von der Lena bis zur Peter-der-Große-Bucht. Außerdem kommt er in den Flüssen der Aleuten, Kurilen, Sachalin, Kommandeurinseln als auch in Japan auf Hokkaidō und im nördlichen Honshū vor. Ab 1939 wurde er in Russland auch in den Zuflüssen zum Weißen Meer sowie im Nordwestatlantik an der amerikanischen Ostküste (Labrador-Halbinsel) angesiedelt. An der Küste Schottlands ist die Art als gelegentlicher Irrgast bekannt. Hingegen hat sie sich an der Küste Norwegens stark ausgebreitet. NINA (Norsk institutt for naturforskning) berichtet für 2021 von einer massiven Invasion der unerwünschten Fischart in norwegische Flüsse.

## Systematik
Der Buckellachs ist eine von 14 Arten der Gattung Oncorhynchus, zu der unter anderen auch wichtige Speisefische wie die Regenbogenforelle (O. mykiss) und der Ketalachs (O. keta) gehören.